# Matelea angustiloba
Matelea angustiloba är en oleanderväxtart som först beskrevs av Robinson och Greenman, och fick sitt nu gällande namn av W.D. Stevens. Matelea angustiloba ingår i släktet Matelea och familjen oleanderväxter. Inga underarter finns listade i Catalogue of Life.